# Cesonia cana
Cesonia cana Platnick & Shadab, 1980 è un ragno appartenente alla famiglia Gnaphosidae.

## Etimologia
Il nome proprio ricorda il Cane River, fiume giamaicano dove sono stati rinvenuti gli esemplari.

## Caratteristiche
L'olotipo femminile più grande rinvenuto ha lunghezza totale è di 5,74mm; la lunghezza del cefalotorace è di 2,47mm e la larghezza è di 1,78mm.

## Distribuzione
La specie è stata reperita sull'isola di Giamaica: lungo il corso del Cane River, situato nella Saint Andrew Parish, nella contea di Surrey.

## Tassonomia
Al 2015 non sono note sottospecie e dal 1980 non sono stati esaminati nuovi esemplari.